# Pacte de Jaén
El Pacte de Jaén va ser un acord signat en 1246, entre el rei de Castella, Ferran III, i el primer rei nazarí de Granada, Alhamar, pel qual es fixava la frontera entre tots dos regnes.

## Origen
El Pacte va ser conseqüència de la campanya militar del rei castellà, iniciada en 1245. Després d'atacar localitats com Alcalá la Real o Íllora, el seu Consell va decidir atacar la ciutat de Jaén, que havia quedat aïllada, després de conquistar els cristiàs les tres vies d'accés des de l'Emirat de Gharnata: El Camí Vell, que anava per Otíñar (fortalesa conquistada pels cristians) i el riu Valdearazo; el Camí nou, per Pegalajar, en el qual havia estat pres el castell de La Guardia; i el Camí d'Alcalá, que va quedar interromput després de la presa de Martos.
El setge de Jaén es va perllongar durant vuit mesos i la situació va arribar a ser desesperada. A la vista que no podia fer gens per salvar la plaça, Alhamar es va presentar davant Ferran III, es va declarar vassall seu i li va lliurar la ciutat, mitjançant la signatura del Pacte de Jaén.

## Contingut
El Pacte recollia dos aspectes ben diferenciats:
- D'una banda, Ferran III rebia per vassall al rei de Granada, qui a més havia de lliurar-li 150.000 maravedíns anuals. S'establia també una treva de 20 anys entre tots dos regnes i Alhamar s'obligava a no fer la guerra amb tercers, sense autorització de les Corts de Castella.
- D'altra banda, es fixaven les fronteres entre tots dos regnes. Aquestes fronteres no van ser modificades, pràcticament, en els dos segles i mig següents, fins a la conquesta de Granada pels Reis Catòlics.

## Traçat de les Fronteres
En el Regne de Jaén, la frontera amb Granada va estar situada en la cadena de serralades del serralada penibètica, situades en el sud de l'actual província de Jaén. Es tracta d'una cadena muntanyenca de certa altura (entre 1.600 i 2.000 msnm) que va funcionar com a defensa natural del regne nazarí. D'oest a est, el límit discorria pels següents llocs:
- Terrenys de l'Orde de Calatrava dependents de Martos, enfront dels castells d'Alcaudete i Alcalá la Real en la part musulmana, aproximadament per l'actual divisòria entre els termes municipals de Martos i Alcaudete.
- La serra de La Pandera, que servia de divisòria entre tots dos a la zona de Valdepeñas de Jaén, continuant per l'actual divisòria dels municipis de Pegalajar (part cristiana) i Cambil (zona nazarí).
- Sierra Mágina, els cims del qual separaven els dominis de Baeza, Úbeda i Jódar, de les terres musulmanes de Huelma.
- A l'est, la frontera la va constituir el riu Guadiana Menor (que per als àrabs era, tradicionalment, la capçalera del riu Guadalquivir), fins a arribar a la Sierra de Cazorla, on Tíscar era una fortalesa nazarí avançada.
- Finalment, en l'extrem oriental, la cara sud del massís muntanyenc de les actuals serres de Cazorla, Segura i Castril, va fixar l'extrem nord del regne granadí, enfront dels terrenys serrans que pertanyien a l'Arquebisbat de Toledo (Adelantamiento de Cazorla).

Aquesta frontera va romandre gairebé estable fins a culminació de la Guerra de Granada, en 1492, amb la sola variació de la conquesta d'Alcaudete i Alcalá en 1340, que va retardar el límit fins a les fortificades ciutats de Moclín, Íllora i Montefrío, molt a prop ja de la vega de Granada. En 1348, els cristians van conquistar la ciutat de Huelma i, molt més tard, Huéscar i les seves terres (1434), produint una última modificació a la frontera delimitada pel Pacte de Jaén.